# Michael Schur
Michael Herbert Schur, detto Mike (Ann Arbor, 29 ottobre 1975), è uno sceneggiatore, produttore televisivo e regista statunitense, noto per il suo lavoro nelle serie televisive The Office, Parks and Recreation, Brooklyn Nine-Nine e The Good Place.

## Biografia
Schur nasce ad Ann Arbor, nel Michigan, ed è cresciuto a West Hartford, nel Connecticut. All'età di undici anni comincia a interessarsi alla commedia, dopo aver letto la raccolta di saggi umoristici Senza piume di Woody Allen.
Frequenta la William H. Hall High School a West Hartford. In seguito frequenta l'università di Harvard, dove si laurea nel 1997 con un Bachelor of Arts. Durante gli studi ricopre l'incarico di direttore dell'Harvard Lampoon ed è membro dell'associazione studentesca Phi Beta Kappa.

## Carriera
Schur comincia la sua carriera come sceneggiatore del Saturday Night Live, dove lavora fino al 2004. Nel 2005 comincia a lavorare come produttore e sceneggiatore della serie televisiva The Office, per la quale scrive dieci episodi e in cui appare anche come attore nel ruolo di Mose.
Nel 2008 crea insieme a Greg Daniels la serie tv Parks and Recreation. Schur lavora alla serie come sceneggiatore e produttore esecutivo e dirige alcuni episodi.
Nel 2013 sviluppa insieme a Dan Goor la serie televisiva Brooklyn Nine-Nine per la NBC. Dal 2015 figura come produttore esecutivo della serie televisiva Master of None. Nel 2016 è creatore della serie televisiva The Good Place, sempre trasmessa dalla NBC, e scrive insieme a Rashida Jones l'episodio Caduta libera della serie antologica Black Mirror.

## Filmografia

### Sceneggiatore
- Saturday Night Live – 138 episodi (1997-2004)
- The Comeback – serie TV, 2 episodi (2005)
- The Office – serie TV, 10 episodi (2005-2013)
- The Office: The Accountants – webserie, 10 episodi (2006)
- Totally Awesome – film TV, regia di Neal Brennan (2006)
- Parks and Recreation – serie TV, 19 episodi (2009-2015) - co-creatore
- Brooklyn Nine-Nine – serie TV, 2 episodi (2013-2021) - co-creatore
- The Good Place – serie TV, 2 episodi (2016-2020) - creatore
- Black Mirror – serie TV, 1 episodio (2016)
- A Man on the Inside –  serie TV (2025)

### Produttore
- Saturday Night Live – 40 episodi (2002-2004)
- The Comeback – serie TV, 12 episodi (2005) - co-produttore
- The Office – serie TV, 71 episodi (co-produttore esecutivo, produttore, supervising producer, co-produttore) (2005-2008)
- Parks and Recreation  – serie TV, 125 episodi (2009-2015) - produttore esecutivo
- Brooklyn Nine-Nine – serie TV, 90 episodi (2013-in corso) - produttore esecutivo
- Master of None – serie TV, 20 episodi (2015-in corso) - produttore esecutivo
- Grand Junction – film TV, regia di Claire Scanlon (2016) - produttore esecutivo
- The Good Place – serie TV, 26 episodi (2016-2020) - produttore esecutivo
- A Man on the Inside –  serie TV (2025)

### Attore
- Saturday Night Live, ruoli vari (1998-2001)
- The O.C. – serie TV, 1 episodio (2008)
- Miss Guided – serie TV, 1 episodio (2008)
- The Office – serie TV, 13 episodi (2006-2013)

### Regista
- Parks and Recreation – serie TV, 9 episodi (2009-2015)
- Brooklyn Nine-Nine – serie TV, 2 episodi (2015-2017)
- The Good Place – serie TV, 1 episodio (2017)
- A Man on the Inside –  serie TV (2025)